# چقیورت
چقیورت یکی از روستاهای شهرستان فریدون‌شهر در استان اصفهان می‌باشد.
جمعیت روستای چقیورت در سال ۱۳۸۵ تعداد۶۱۰ نفر بوده که از این تعداد ۲۶۶ نفر مرد و ۳۴۴ نفر زن بوده همچنین در روستا ۴۰۷ نفر باسواد بوده‌اند.مردم چغیورت شامل گرجی زبانان و لرهای بختیاری هستند.

## تاریخچه
پس از حملهٔ کریم خان زند به گرجی‌های فریدون‌شهر، بخشی از ساکنان آن به روستاهای «سیبک»، «چقیورت» و «نهضت‌آباد» مهاجرت کردند.
و بنیادگذاران فریدون‌شهر، از اسرای گرجی‌تبار زمان شاه عباس اول هستند که توسط خود او از گرجستان به ایران تبعید شدند و به دستور
شاه عباس اول عده‌ای از جنگاوران آن‌ها جهت حفظ منطقهٔ فریدن و همچنین پایتخت (اصفهان) از حملات اقوام لر و کرد در فریدن ساکن شدند.

## وجه تسمیه
روستای چقیورت در فاصله تقریبی ۱۳ کیلومتری از مرکز شهرستان و در سمت غرب فریدون‌شهر قرار دارد. هنگام ورود گرجی‌ها به این روستا ترک‌ها در آن سکونت داشتند، وجود اسامی متعدد ترکی همچون اصلان داغ، سخ بولاق، قراداش، قراگل، آغلی دره، قوروچای، قوروشا وبولاغ و… دلیل این مدعاست. نام این روستا نیز میراثی از ترک‌های ساکن این روستاست. مسعود میرزا ظل السلطان، فرزند ناصر الدین شاه در تاریخ مسعودی در وصف چقیورت چنین می‌نویسد: «ده بسیار خوبی است، گرجی نشین است، شکارهای عالم را شخص تصور می‌کند در اینجاست. ده، بیست کوه بسیار بزرگ دارد، پرآب و علف، کبک و کبک دری به عدد ریگ در آنجاست من در شیراز و هزار جریب و مازندران هم آنقدر کبک ندیده‌ام، خرس زیاد دارد…» پیرامون وجه تسمیه و علت نامگذاری چقیورت مطالب متعددی وجود دارد اما به یقین باید گفت کلمه چقیورت یک کلمه ترکی است.

## قدمت
از مهم‌ترین عامل‌هایی که باعث ایجاد ده و سکونت در آن شده‌است می‌توانیم در درجه اول شکار در این منطقه را نام برد. چنان‌که اهالی این ده، از دیرباز علاقه زیادی به شکار داشته‌اند. از عامل‌های دیگر وجود چشمه‌های پرآب و فراوان در محل قرارگیری ده و نزدیک بودن به کوه‌های مرتفع که ارتفاع آن‌ها در شمال و غرب از ۱۲ هزار فوت بیشتر است و این ده در دامنه کوه‌های شمالی گسترش پیدا کرده‌است و در جنوب این ده با خانه‌های قدیمی و با سنگ و گل ساخته شده و بیشتر قسمت‌های خانه‌ها از جمله حمام ده در دل زمین ساخته شده و بیشتر کوتاه و ارتفاع آن‌ها از سه متر بیشتر نیست؛ ولی در سمت شمال و شرق ده به ساختمان‌های تازه ساز برمی‌خوریم که تا اندازه‌ای دارای فضای باز و بیشتری هستند. بیشتر ارتباط اهالی چقیورت با شهر فریدون‌شهر است چون فریدون‌شهر بزرگ‌ترین شهر تجاری منطقه محسوب می‌شود. در نزدیکی چقیورت معادن زیادی وجود دارد از جمله معدن سنگ باریت که در کوه هشتاد در سه کیلومتری ده از آن استخراج و بهره‌برداری می‌گردد.
در کوه هشتاد غار معروفی است به نام غار پیرهشتاد که یک غار آهکی می‌باشد. غیر از غار پیرهشتاد غارهای دیگری در چقیورت وجود دارد که از همه نزدیک‌تر غار اصلان داغلی است. اکثر قریب به اتفاق مردم و جمعیت این ده به شغل کشاورزی توأم با دامداری مشغول می‌باشند و مهم‌ترین محصول این ده را فراورده‌های دامی و غلات تشکیل می‌دهند.

## صنایع دستی
در زمینه کارهای دستی و صنایع خانگی که به‌طور کلی توسط زنان انجام و تهیه می‌گردد، تهیه قالی و قالیچه و جاجیم و کیسه بافی و انواع و اقسام لباس‌های پشمی در این ده متداول است. قالی و قالیچه‌های زمینی صد در صد پشم نیز در این روستا بافته می‌شود که از لحاظ دوام بسیار جالب توجه می‌باشد.

## مردم
مردم چقیورت را گرجی زبانان و لرهای بختیاریتشکیل می‌دهند. گرجیان (به‌طور کلی گرجیان فریدن) به دلیل همزیستی با اقوام دیگر (ارمنی، ترک، لر) به تدریج و طی سالیان دراز، از فرهنگ پیشینیان خود (فرهنگ گرجی) دور شده‌اند و دارای پوشش محلی یا آداب و رسوم خاصی نیستند.
بختیاری‌های چغیورت که از باب موگویی هستند از اواخر دورهٔ پهلوی از منطقه پیشکوه موگوئی به چغیورت مهاجرت کرده و ساکن شدند و اکنون نیمی از جمعیت چغیورت را شامل می‌شوند
مانند بقیهٔ آبادی‌های فریدن تمامی مردم چقیورت «شیعه اثنی عشری» هستند.
مردم گرجی چغیورت تماماً به گویش فریدنی زبان گرجی صحبت می‌کنند که حاصل نسخ زبانی است که چهارصد سال پیش بدان تکلم می‌شده و با زبان گرجی معاصر (زبان رسمی جمهوری گرجستان) متفاوت است.